# Cypern vid världsmästerskapen i friidrott 2022
Cypern tävlade vid världsmästerskapen i friidrott 2022 i Eugene i USA mellan den 15 och 24 juli 2022. Cypern hade en trupp på fyra idrottare.

## Resultat

### Herrar
Gång- och löpgrenar
| Idrottare       | Gren           | Försöksheat | Försöksheat | Semifinal | Semifinal | Final            | Final            |
| Idrottare       | Gren           | Resultat    | Placering   | Resultat  | Placering | Resultat         | Placering        |
| --------------- | -------------- | ----------- | ----------- | --------- | --------- | ---------------- | ---------------- |
| Milan Trajkovic | 110 meter häck | 13,52       | 19 0Q0      | 13,49     | 19        | Gick inte vidare | Gick inte vidare |

Teknikgrenar
| Idrottare          | Gren   | Kval    | Kval      | Final            | Final            |
| Idrottare          | Gren   | Distans | Placering | Distans          | Placering        |
| ------------------ | ------ | ------- | --------- | ---------------- | ---------------- |
| Apostolos Parellis | Diskus | 62,46 m | 16        | Gick inte vidare | Gick inte vidare |

### Damer
Gång- och löpgrenar
| Idrottare         | Gren      | Försöksheat | Försöksheat | Semifinal        | Semifinal        | Final            | Final            |
| Idrottare         | Gren      | Resultat    | Placering   | Resultat         | Placering        | Resultat         | Placering        |
| ----------------- | --------- | ----------- | ----------- | ---------------- | ---------------- | ---------------- | ---------------- |
| Olivia Fotopoulou | 200 meter | 23,25       | 27          | Gick inte vidare | Gick inte vidare | Gick inte vidare | Gick inte vidare |

Teknikgrenar
| Idrottare          | Gren      | Kval               | Kval               | Final            | Final            |
| Idrottare          | Gren      | Distans            | Placering          | Distans          | Placering        |
| ------------------ | --------- | ------------------ | ------------------ | ---------------- | ---------------- |
| Filippa Fotopoulou | Längdhopp | Inget giltigt hopp | Inget giltigt hopp | Gick inte vidare | Gick inte vidare |